# خوسيه ريبيرو
خوسيه ريبيرو (بالبرتغالية: José Joaquim Pimentel Ribeiro‏) (مواليد 2 نوفمبر 1957) هو لاعب كرة قدم. يلعب مع منتخب البرتغال لكرة القدم. سبق له أن لعب في كأس العالم لكرة القدم مع منتخب بلاده.

## روابط خارجية
- خوسيه ريبيرو على موقع ناشيونال فوتبول تيمز (الإنجليزية)